# 앤지 하먼
앤지 하먼(Angie Harmon, 1972년 8월 10일 ~ )은 미국의 배우, 모델이다. 1987년 15살 나이에 세븐틴 콘테스트에서 우승하면서 모델 에이전시 IMG 모델스와 계약하였고, 코스모폴리탄, 에스콰이어 등 유명 잡지 표지에 등장하였다. 텔레비전 드라마 《베이워치 나이트》(1995-1997)와 《로앤오더》 시리즈(1998-2001)에 출연하면서 배우로서 명성을 얻었다.
2010년부터 2016년까지 TNT 드라마 《리졸리 앤 아일스》에서 제인 리졸리 형사 역을 맡았다.

## 출연 작품

### 영화
- 론 독스 (1997)
- 배트맨 - 돌아온 조커 (2000) - 애니메이션
- 굿 어드바이스 (2001, Good Advice)
- 에이전트 코디 뱅크스 (2003)
- 거래 (2005)
- 뻔뻔한 딕 & 제인 (2005)
- 글래스 하우스2 (2006, Glass House: The Good Mother)
- 세러핌 폴스 (2006)
- 엔드 게임 (2006)
- 리빙 프루프 (2008, Living Proof)

### 텔레비전
- 베이워치 나이트 (1995-1997, Baywatch Nights)
- 로앤오더: 범죄 전담반 (1998-2001)
- 로앤오더: 성범죄 전담반 (1999-2000)
- 배트맨 비욘드 (2000) - 애니메이션
- 우먼스 머더 클럽 (2007-08, Women's Murder Club)
- 지미 키멀 라이브! (2007-14) - 본인
- 리졸리 앤 아일스 (2010-16)